# 石田昇

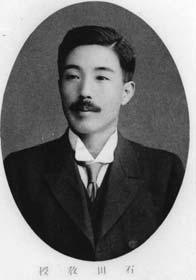
長崎医学専門学校教授時代の石田昇

石田 昇（いしだ のぼる、1875年（明治8年）11月25日 - 1940年（昭和15年）5月31日）は、日本の医学者、精神科医。呉秀三門下生のひとり。

## 経歴
代々仙台藩の藩医を務めた家に生まれる。第二高等中学校在学中から短歌や小説に熱中。第五高等学校 (旧制)を経て、1899年に東京帝国大学医科大学に入学、1903年に卒業後、巣鴨病院（後の松沢病院）内にあった東京帝国大学精神病学教室の助手となり、29歳で『新撰精神病学』を執筆。これが呉秀三に認められ、1907年（明治40年）に31歳で長崎医学専門学校（後の長崎大学医学部）精神病学科の初代教授に就任。教授在任中には『新撰催眠療法』『健全なる精神』を執筆するなど、日本の精神医学の草創期に第一人者として活躍した。Schizophrenieを初めて「分裂病」と訳したのも石田である。
1917年（大正6年）には文部省留学生としてアメリカのジョンズ・ホプキンス大学に留学。当初は、それまでの呉門下生同様ドイツに留学予定であったが、第一次世界大戦のため渡航できなくなり、アメリカに変更。この留学中に自らが精神を病んで妄想に侵されるようになり、留学2年目の1918年（大正7年）12月21日、当時研修中のシェパード・エノック・ブラット病院において、35歳の同僚のアメリカ人医師ジョージ・B・ウルフ（George B. Wolff）をピストルで射殺。このころ石田は被害的な幻聴が盛んで、下宿を頻繁に替えていた。また、病院の看護婦長に恋愛妄想を抱いたが、ウルフがこの恋愛を妨害していると曲解し、彼を殺害するに至ったと伝えられる。

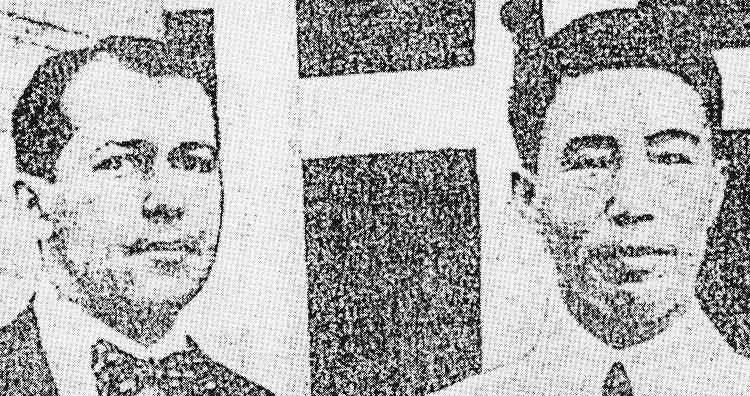
米国留学中の石田昇。左はジョージ・B・ウルフ医師

逮捕後、ダラソンマンプの拘置所に送られ、裁判では「夢を見ているうちにやったことです。ウルフ医師を殺すつもりなど毛頭ありませんでした」「ウルフ医師が目に入った時、彼を殺していました。霧が目の前に立ちこめていました」と語ったが、1審2審ともに責任能力を認められて死刑判決を受けた。しかしアドルフ・マイヤーの鑑定で終身刑に減刑され、1919年からメリーランド州立刑務所で5年間服役。精神症状の悪化に伴い、1924年に州立精神病院に移送され、1925年（大正14年）には日本に送還されて松沢病院に入院。松沢病院での主治医のひとりに後の東京大学医学部精神科教授の秋元波留夫がいる。秋元は『新撰精神病学』を学生時代に読み、精神医学を志したという。
松沢病院入院中は幻聴が活発で、独語・空笑も盛んに現れ、「自分は神である」「俺はクレペリンよりも偉い。デメンチア・コンプレックスの分類では、世界各国とも俺の説をとっておる。しかし、日本では通用しない」などの誇大妄想的な発言を行うこともあった。その後回復することなく、1940年（昭和15年）に肺結核の悪化により松沢病院内で死亡した。

## 評価
秋元が石田の復権を願い、東京大学での最終講義で触れるまで、石田昇をめぐる話は長らくタブーとされてきた。
しかし石田が後の日本の精神医学界に多大な影響を与えたことは事実であり、中でも開放治療と作業療法を早くから実践した歴史的功績は大きい。石田は若い頃より文才にたけ、東大在学中には雄島濱太郎の名でドン・キホーテの翻訳本『世界奇書 ドン キホーテー』（東京育成会、1902年）を出版し、大学卒業後にも雄島濱太郎名義で『短篇小説集』（昭文堂、1907年）を刊行している。石田の後をうけ、長崎医学専門学校第2代教授となったのが、後輩で歌人の齋藤茂吉である。
前途を嘱望された石田であるが、その『新撰精神病学』の緒言「精神病は社會の凡ての階級を通じて發現する所の深刻なる事實なり。如何なる天才、人傑といへども一度本病の蹂躙に遭はゞ性格の光、暗雲の底に埋れ、昏々として迷妄なる一肉塊となり了らざるもの罕ならむ、狂して存せんよりは寧ろ死するの勝れるを思ふ者ある、洵に憐むべきなり。」に自ら記した通りの人生となったのは、まさに運命の皮肉である。なお石田については、これまで秋元の手によるものが主であったが、2007年長崎大学医学部精神神経科学教室開講100周年を記念して、第6代教授中根允文が纏めた『長崎医専教授 石田昇と精神病学』が刊行された。

## 係累
弟の石田基は1909年に東京帝国大学法科大学を卒業後、鹿児島地裁判事や同検事などを経て1923年に東京地裁上席検事となり、日本共産党の第一次検挙（1923年6月）や朴烈大逆事件（1923年）、松島遊廓移転問題（1926年2月）、田中義一総裁の陸軍機密費問題（1926年3月）などで采配を振り鬼検事と称されたが、1926年10月30日早朝に東海道線の鉄橋下の小川で変死体となって発見された（関連項目: 陸軍機密費横領問題）。

## 著書
- 『新撰精神病学』1906年
- 『短篇小説集』（昭文堂、1907年）雄島濱太郎名義
- 『健全なる精神』1913年
- 『新撰催眠療法』1917年

## 訳書
- 『世界奇書 ドン キホーテー』（東京育成会、1902年）雄島濱太郎名義